# Schubbenlori
De schubbenlori (Trichoglossus chlorolepidotus) is een vogel uit de familie Psittaculidae (papegaaien van de Oude Wereld).

## Verspreiding en leefgebied
De soort is endemisch in oostelijk Australië.

## Status
De grootte van de populatie is niet gekwantificeerd, maar de soort wordt omschreven als algemeen in het centrum van zijn verspreidingsgebied en schaarser naar het noorden en het zuiden. Op de Rode lijst van de IUCN heeft deze soort de status niet bedreigd.